# Campagne de la foi

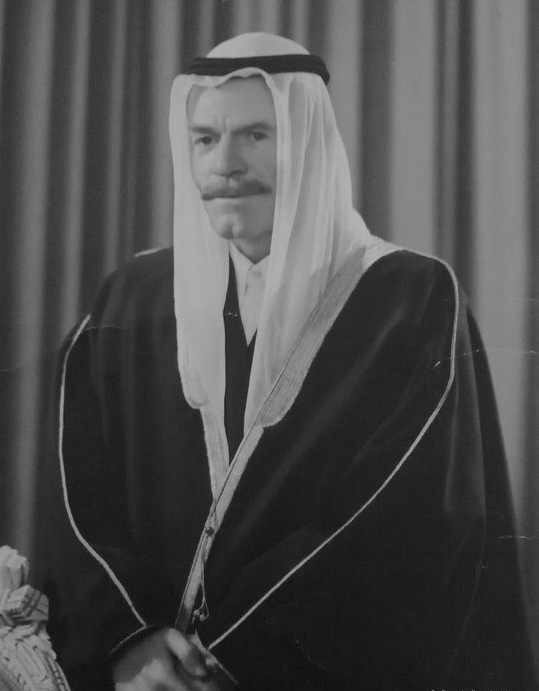
Ezzat Ibrahim al-Douri, superviseur de la campagne.

La campagne de la foi (arabe : الحملة الايمانية , romanisé :  al-Ḥamla al-Īmāniyya) est une campagne islamiste menée par le Parti Baas irakien, à partir de 1993. La campagne impliquait une variété de politiques, y compris de plus grandes libertés accordées aux groupes islamistes, de plus grandes ressources consacrées aux programmes religieux, un recours accru aux châtiments islamiques et une plus grande importance accordée à l'Islam dans tous les secteurs de la vie irakienne.
La campagne a été menée sous la supervision d'Ezzat Ibrahim al-Douri, qui deviendra plus tard le successeur de Saddam Hussein à la tête du parti Baas. Douri a utilisé la campagne pour promouvoir son ordre soufi Naqshbandi, qui formera plus tard le noyau de l'Armée des hommes de la Naqshbandiyya.

## Prélude et la campagne
Alors que les dirigeants baasistes considéraient traditionnellement les islamistes comme arriérés, les traitant avec suspicion, vers la fin des années 1980, le gouvernement irakien a commencé à faire des ouvertures vers les Frères musulmans, ainsi que d'autres groupes islamistes sunnites et chiites. D'autres premiers signes de ce tournant vers l'islamisme étaient l'affirmation de Saddam selon laquelle le fondateur du parti Baas, Michel Aflak, s'était converti à l'islam sur son lit de mort, ainsi que l'ajout du Takbir au drapeau irakien en 1991.
La campagne a été officiellement annoncée par Saddam à la mi-juin 1993, les premières étapes se concentrant sur la fermeture d'une grande partie de la vie nocturne de Bagdad. Saddam a interdit la vente d'alcool dans les lieux publics, la consommation publique est devenue passible d'emprisonnement. John F. Burnes a rapporté au New York Times en janvier 2003 que des femmes accusées de prostitution étaient exécutées par décapitation. L'étude du Coran est devenue une matière essentielle dans le programme scolaire national, et un accent plus important a été mis sur l'étude plus générale de l'islam, avec environ 30 000 enseignants du Coran et de l'islam recrutés bénéficiant d'une allocation mensuelle de leur salaire régulier. Derrière des portes closes, Saddam a commencé à prôner la création d'un État panislamique, à condition qu'un tel projet commence par l'unification du monde arabe, la position originale de Hassan el-Banna et des Frères musulmans égyptiens.
Parallèlement à ces efforts, le gouvernement, déjà soumis à des contraintes financières en raison des sanctions, a recentré ses ressources sur la construction et l'entretien de mosquées, par exemple la mosquée Umm al-Qura de Bagdad et la vaste et inachevée mosquée Al-Rahman.
Le gouvernement a également utilisé des sanctions plus strictes pour les crimes, notamment dans l'utilisation accrue de l'amputation comme punition, qui a été utilisée pour des crimes tels que la désertion et certaines formes de corruption et de vol. Au cours des deux dernières années du règne de Saddam, une campagne de décapitations a été menée par la force paramilitaire présidentielle de Saddam, les Fedayin Saddam. Cette campagne ciblait les femmes accusées de prostitution et, selon des rapports contemporains de groupes de défense des droits humains, a tué plus de 200 personnes.
Dr Samuel Helfont, chercheur à l'Université de Pennsylvanie, dit que si « la campagne pour la foi est normalement décrite en termes idéologiques - comme le régime s'éloignant du nationalisme laïc vers une perspective plus religieuse », en fait, « les archives internes de l'Irak montrent que la campagne avait beaucoup plus à voir avec la capacité institutionnelle du régime d'intégrer ses opinions sur la religion dans ses politiques sans donner le pouvoir aux éléments hostiles du paysage religieux irakien ». Helfont conclut, « ainsi la campagne de la foi ne devrait vraiment pas être considérée comme un changement idéologique vers l'islamisme, comme beaucoup l'ont vu. C'était, en fait, une tentative du régime de lutter contre la marée montante de l'islamisme dans la région », bien qu'il ait noté que la société irakienne au cours des années 1990 s'est radicalisée sur le plan religieux, quelles que soient les actions du régime.

## Dissidence interne
La campagne n'a pas bénéficié d'un soutien total de la part des dirigeants baasistes, et Saddam Hussein est parfois cité comme le seul grand dirigeant baasiste à l'avoir soutenue. En revanche, l'ancien Premier ministre Saadoun Hammadi et l'ancien directeur des services de renseignement Barzan Al-Tikriti étaient des opposants notoires à la campagne. Barzan, en particulier, craignait que les groupes islamistes que Saddam souhaitait apaiser ne cherchent à terme à le remplacer et à s'établir à sa place, et affirmait qu'entre-temps, toute alliance avec les salafistes aliénerait à la fois les chiites irakiens et les autres États arabes de la région.
Le fils de Saddam, Oudaï Hussein, a été l'un des rares opposants publics notoires au plan. Son journal Babil a critiqué le programme, arguant que la campagne saperait la société irakienne pluraliste sur le plan religieux et encouragerait la division sectaire, sapant ainsi l'Irak. Selon le journal, la tentative de Saddam d'obtenir le soutien des fondamentalistes islamiques était vouée à l'échec, car ces groupes n'accepteraient rien de moins qu'une loi islamique stricte. Le journal a également publié des lettres critiquant la tolérance du gouvernement et des services de sécurité à l'égard des mouvements salafistes en plein essor en Irak. À un autre moment, Babil s'est toutefois joint à la fronde contre les chiites, les qualifiant même de rafidah, une épithète haineuse normalement utilisée uniquement par les salafistes ultraconservateurs.

## Conséquences
À la fin des années 1990, la croissance du salafisme en Irak avait profité non seulement aux alliés du régime, mais aussi aux groupes opposés au gouvernement baasiste. Cela s'est manifesté à la fin des années 1990 sous la forme d'une campagne terroriste de bas niveau, y compris le type d'attentats à la voiture piégée et d'assassinats qui caractériseront plus tard l'Insurrection irakienne de 2003.
Une partie de la campagne avait consisté à tenter d'infiltrer de nombreuses mosquées et organisations islamiques avec des responsables de la sécurité, cependant, nombre de ces individus eux-mêmes ont été persuadés par les enseignements salafistes des groupes qu'ils avaient initialement été envoyés pour infiltrer.
Après la chute du gouvernement baasiste à la suite de l' invasion de l'Irak, de nombreux anciens membres des agences de sécurité, désormais imprégnés d'une idéologie plus baasiste-salafiste, ont formé divers groupes d'insurgés qui placeraient une clé rôle dans l'insurrection post-invasion, des personnes comme Abdullah al-Janabi étant des exemples clés d'anciens responsables de la sécurité devenus des insurgés salafistes. En fin de compte, un nombre important de ces personnes rejoindraient plus tard l'État islamique d'Irak et du Levant.